# Reina Hashiba
Reina Hashiba est une membre des Forces japonaises d'autodéfense.

## Biographie

### Enfance et formation
Dans une interview, elle a déclaré : « J’ai vu des parachutistes descendre en parachute depuis la fenêtre de mon école primaire, et j’ai voulu être parachutiste quand j’étais en quatrième année. ».

### Carrière
En 2020, elle devient la première femme à intégrer la 1er brigade aéroporté,. Elle devient ainsi la femme parachutiste de l'armée.
Elle a le grade de sergent.